# Mikroregion Bragança Paulista

Mikroregion Bragança Paulista

Mikroregion Bragança Paulista – mikroregion w brazylijskim stanie São Paulo należący do mezoregionu Macro Metropolitana Paulista.

## Gminy
- Atibaia
- Bom Jesus dos Perdões
- Bragança Paulista
- Itatiba
- Jarinu
- Joanópolis
- Morungaba
- Nazaré Paulista
- Piracaia
- Tuiuti
- Vargem